# Colpevole innocente
Colpevole innocente (The Young Stranger ) è un film del 1957 diretto da John Frankenheimer.

## Trama
Un uomo d'affari vuole bene a suo figlio, ma non si cura di approfondire seriamente il rapporto con lui. Il ragazzo va al cinema e, per una serie di circostanze, si accapiglia con il direttore del locale: provocato, gli tira un pugno. Portato alla stazione di polizia, non riesce a convincere né gli agenti né il padre di aver agito per legittima difesa. Viene tuttavia liberato e, per scagionarsi, torna dal direttore chiedendogli di dire la verità. Invece ci scappa un'altra scazzottatura: ma stavolta il ragazzo viene creduto e compreso.